# The Hunt
The Hunt är en amerikansk thrillerfilm från 2020. Filmen är regisserad av Craig Zobel. Zobel har även skrivit filmens manus tillsammans med Damon Lindelof. Jason Blum har svarat för produktionen. Filmen är till del baserad på Richard Connells novell The Most Dangerous Game från 1924. Den svenska premiären var den 13 mars 2020.

## Handling
Filmen handlar om tolv främlingar som vaknar upp i en glänta. De har ingen aning om var de befinner sig eller hur de hamnat där. De vet inte heller varför de hamnat där, nämligen att delta i Jakten, och det är de som är de jagade.
En av de tolv, Crystal, har dock andra planer än att bli dödad och bestämmer sig för att vända på situationen.

## Rollista (i urval)
- Betty Gilpin - Crystal
- Ike Barinholtz -
- Emma Roberts -
- Hilary Swank - Athena Stone
- Justin Hartley -
- Glenn Howerton -
- Amy Madigan -
- Ethan Suplee - Gary
- Macon Blair - Envoy
- J. C. MacKenzie - Paul
- Wayne Duvall - Don
- Reed Birney - Pop
- Teri Wyble - Liberty
- Sturgill Simpson - Kid Rock